# Sissinghurst Castle Garden

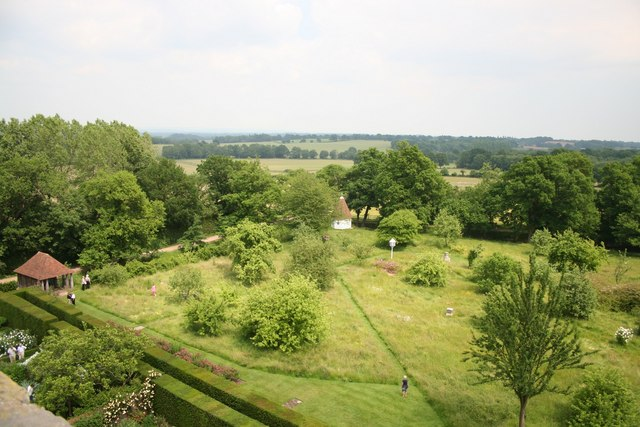

Sissinghurst Castle Garden je zahrada u hradu Sissinghurst ve Weald, v Kentu, v Anglii, v obci Sissinghurst. Zahradu vlastní a spravuje National Trust. Zahrada Sissinghurst Castle Garden je jednou z nejslavnějších zahrad v Anglii. Zahradu upravila Vita Sackville-West. Jde o jednu z romantických úprav inspirovanou dílem zahradnice a zahradní architektky Gertrude Jekyll. Zahrada byla vytvořena v první polovině 20. století (1930). Sissinghurst byl poprvé otevřen veřejnosti v roce 1938.

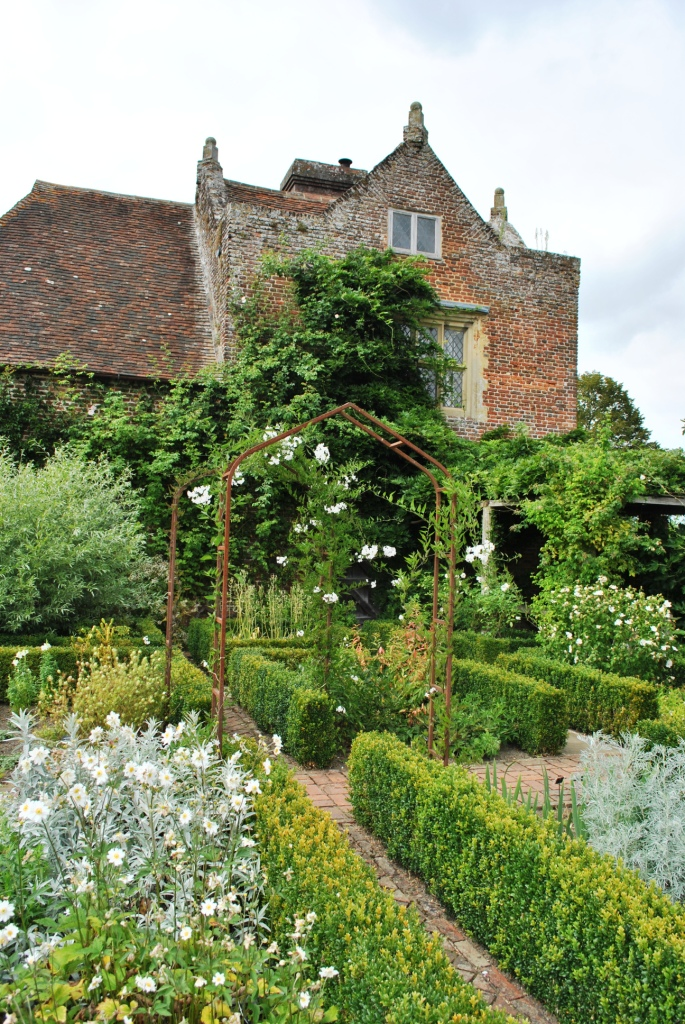

## Zahrada
Harold Nicolson a jeho žena Vita Sackville-West rozdělili zhruba pět hektarů plochy na deset samostatných částí, zahradních úprav. Každá z úprav v zahradě („zahrada v zahradě“) má konkrétní téma. Je zde například White Garden, Rose Garden a Herb Garden. Návrh zahrady v sobě spojuje elegantní jednoduchost celé úpravy s opulentní vegetací.

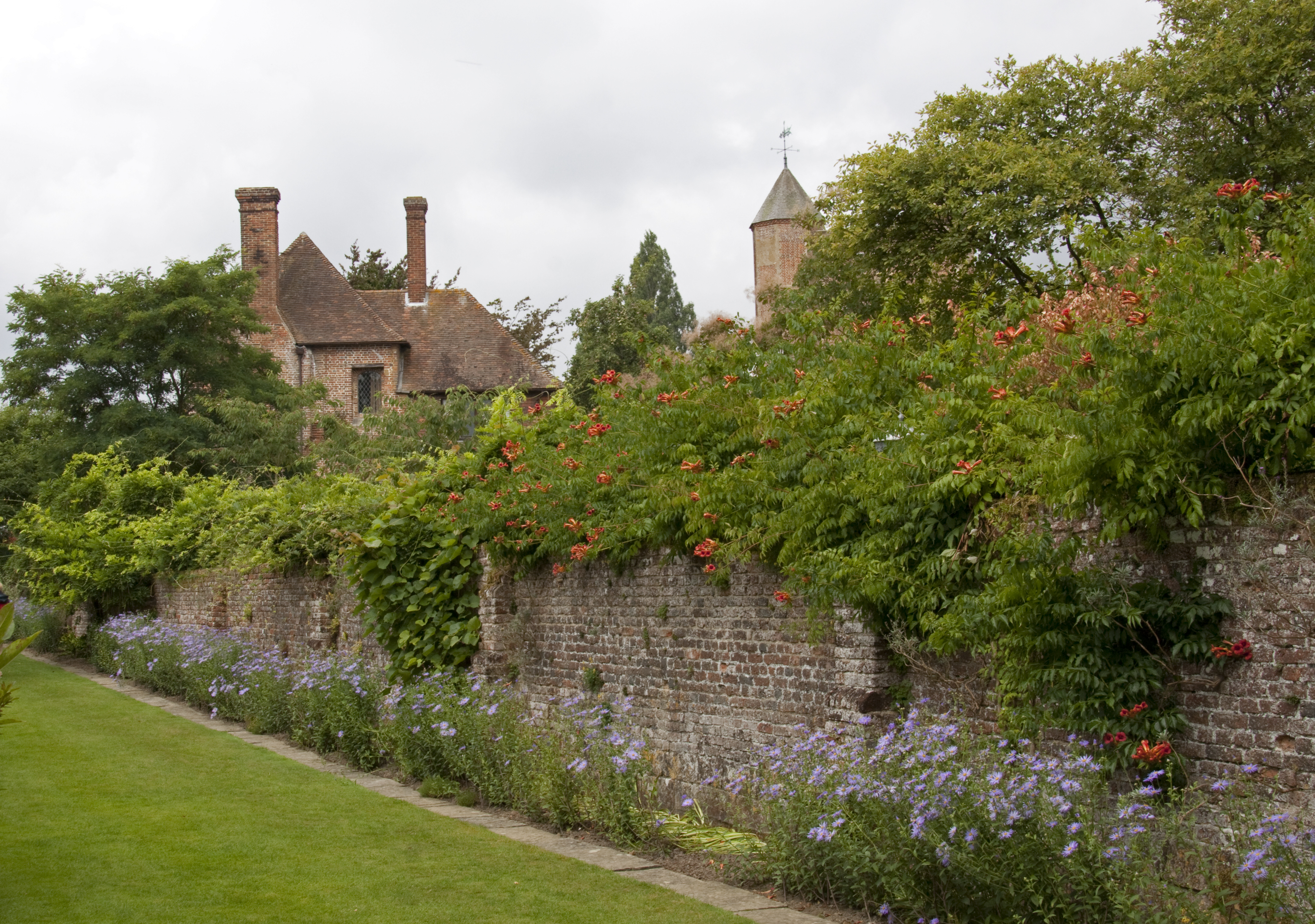

### Horní a Dolní Dvůr
Rozsáhlá plocha trávníku horní dvora tvoří vstup do zahrady. Na obou stranách je ohraničen slavnými fialovými záhony. Průchod ve věži vede k nižšímu dvoru,který je také pokryt trávníkem. Okolní stěny jsou porůstá plamének a růže.

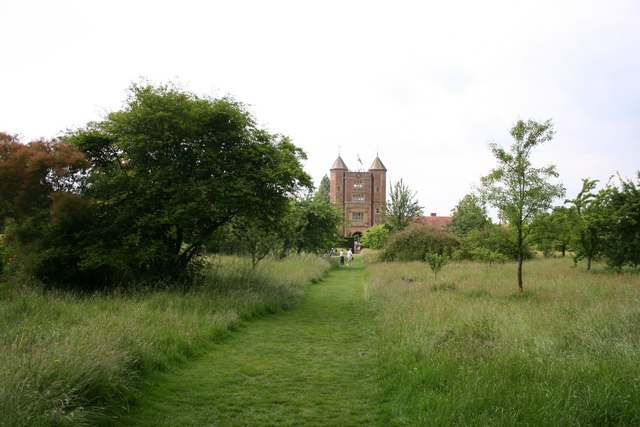
Pohled na zámek ze sadu.

### Tower
Dvojitá spojená věž je jednou z nejstarších částí hradu Sissinghurst. Dřevěné točité schodiště vede do vyšších pater. Z ochozu na věži je jedinečný panoramatický výhled na celou nemovitost, za dobrého počasí lze dohlédnout až do Canterbury.

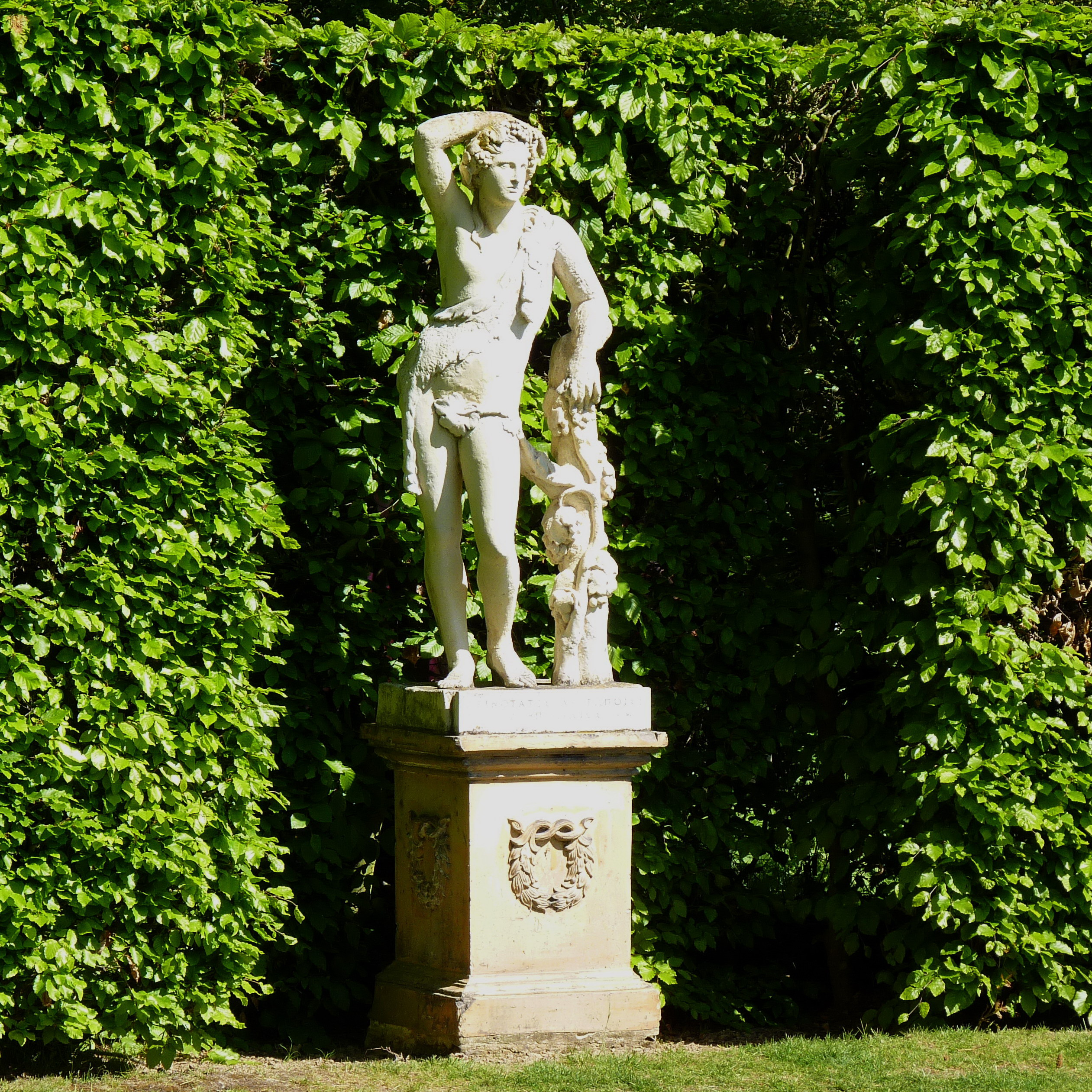

### Rose Garden
Rose Garden ukazují zálibu Vity Sackville-West pro staré odrůdy růží. Tyto odrůdy ovšem kvetou na rozdíl od moderních odrůd, pouze jednou ročně, v červnu. Dnes, je zahrada rozšířena o trvalky a plaménky.

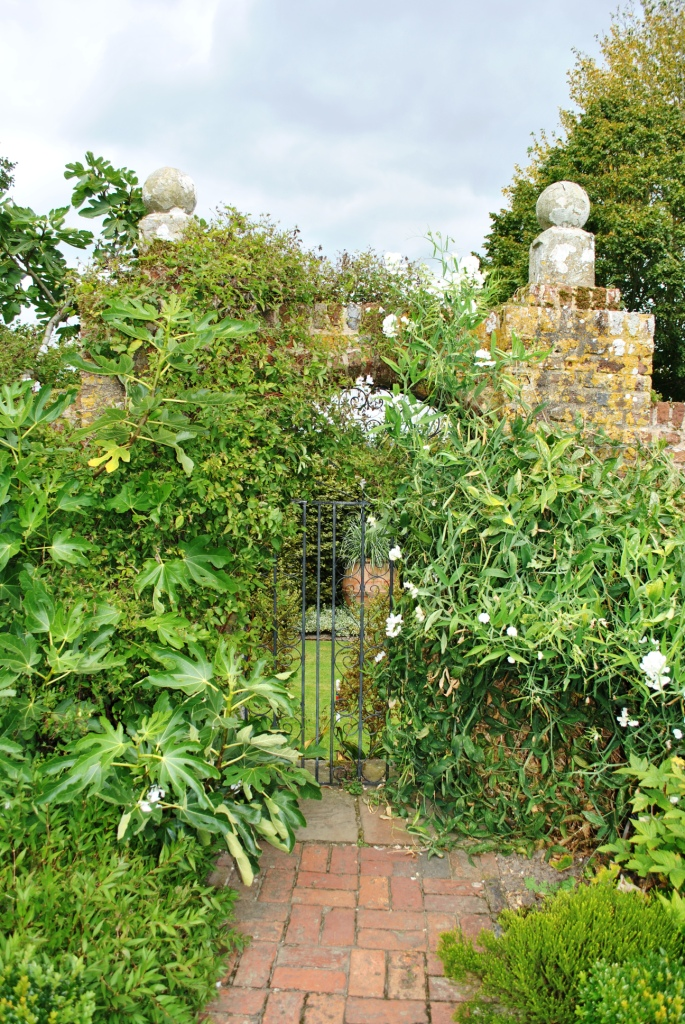

### Lime Walk
Lime Walk (lipový chodník) je řezaná lípová alej s podsadbou. Harold Nicolson vytvořil klasickou italskou zahradu s malými sochami na každém konci cesty roubené toskánskými terakotovými květináči. Jde o jarní zahradu, která leží ladem ve zbytku roku. Kvůli mnoha cibulovinám v zemi nemohou být žádné jiné výsadby provedeny. Pouze květiny v terakotových květináčích zdobí úpravu mimo tuto dobu.

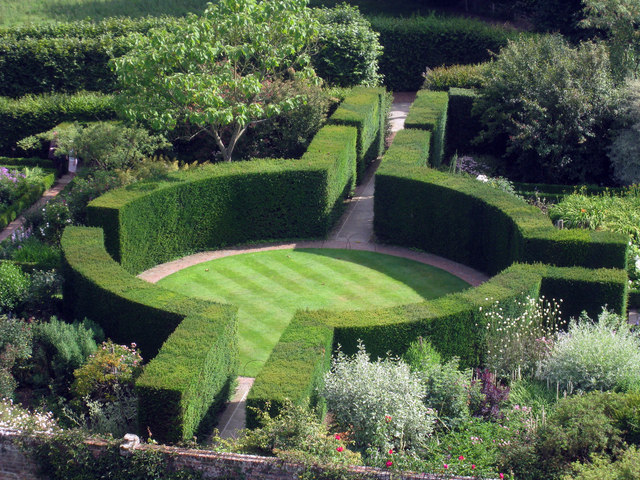
Pravidelná zahradní kompozice v zahradě zámku.

### Cottage garden
Jižní usedlost na okraji chatové zahrady byla zakoupena v Sissinghurst jako první budova. Venkovská zahrada byla tak vytvořena jako rozšíření klasické anglické zahrady. Vzhledem k tomu, že Vita Sackville-West a Harold Nicolson pečovali stejně intenzivně o květiny, rozdíly v preferencích jsou jasně viditelné zde. Zatímco Harold Nicolson miloval pravidelné úpravy, a kontrasty, Vita Sackville-West upřednostňovala bohaté úpravy, ale pokud je to možné stejnobarevné (v závislosti na ročním období). Část s lavičkou na straně domku byla navržena Edwinem Lutyensem. Na druhém konci cesty stojí socha řeckého boha Dionýsa.

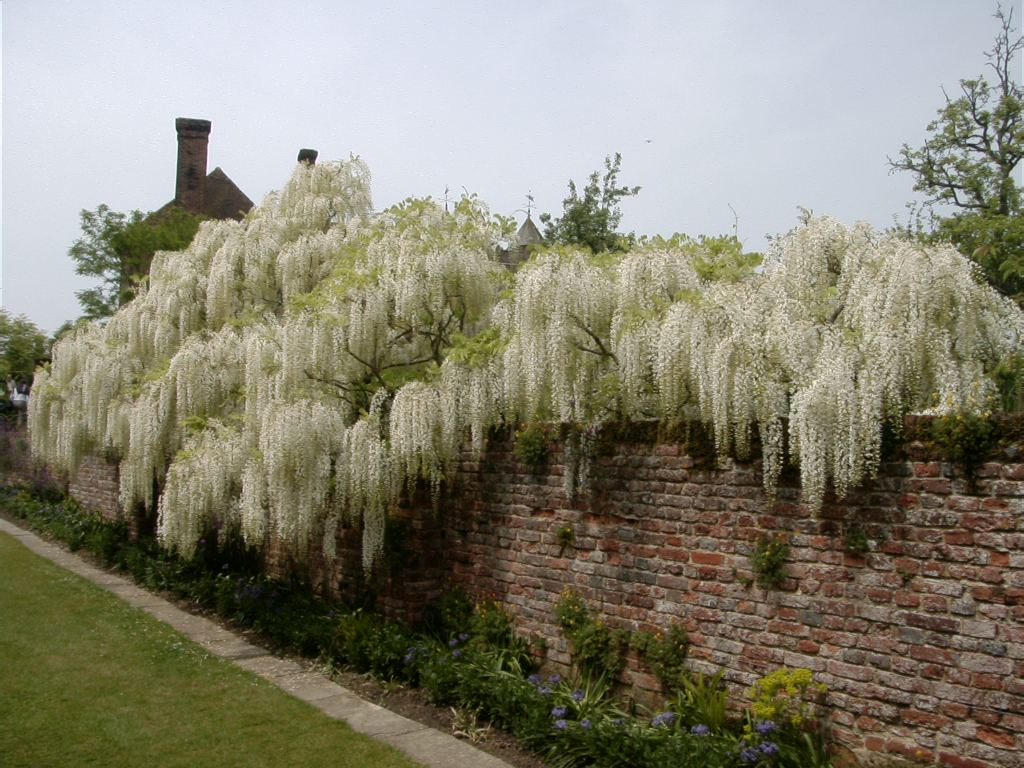

### Hradní příkop s wistárií
Od venkovské zahrady hradním příkopem vede cesta na jedné straně ohraničená cihlovou zdí, na které visí na jaře květy bílé wistárie. Na druhé straně je výsadba azalek, která pokračuje do zahrady s lískami.

### Herb Garden
V jihovýchodním rohu zahrady je bylinková zahrádka, která je údajně nejkompletnější bylinkovou zahradou Anglie, s více než sto druhy bylin. Vita Sackville-West měla prý takový dobrý čich, že byla schopna určit každou bylinu se zavřenýma očima.

### Příkop a sad
Z původního vodního příkopu okolo nemovitosti zbyla pouze východní a část severního příkopu. Na břehu jsou staré duby. Obě strany příkopu obklopuje sad. Na jaře zde rostou narcisy, následuje kvetení ovocných stromů a růží. Trávník je kosen pouze dvakrát do roka, cesty jsou vedeny v krátce kosené trávě.

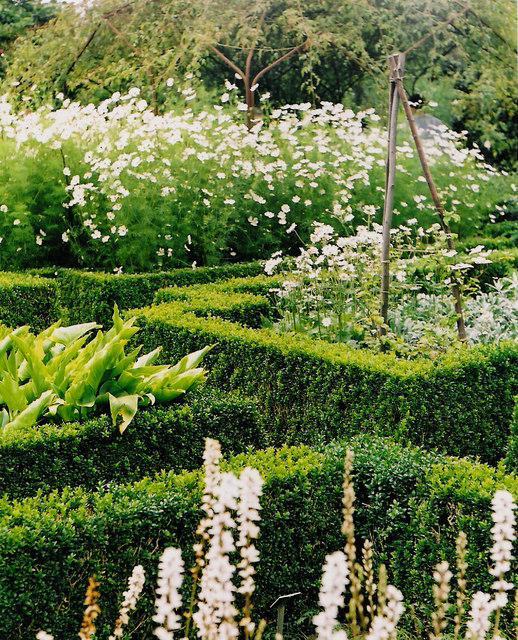
White garden

### White Garden
Nejznámější částí je jistě White Garden (Bílá zahrada). Velmi populární a napodobovaná úprava. Tato sbírka bíle kvetoucích rostlin rozkvétá ve všech odstínech bílé, šedé nebo stříbrné barvy. Na pavilonu je treláž popnutá bíle kvetoucí růží.